# Liste der Baudenkmäler in Röthenbach (Allgäu)

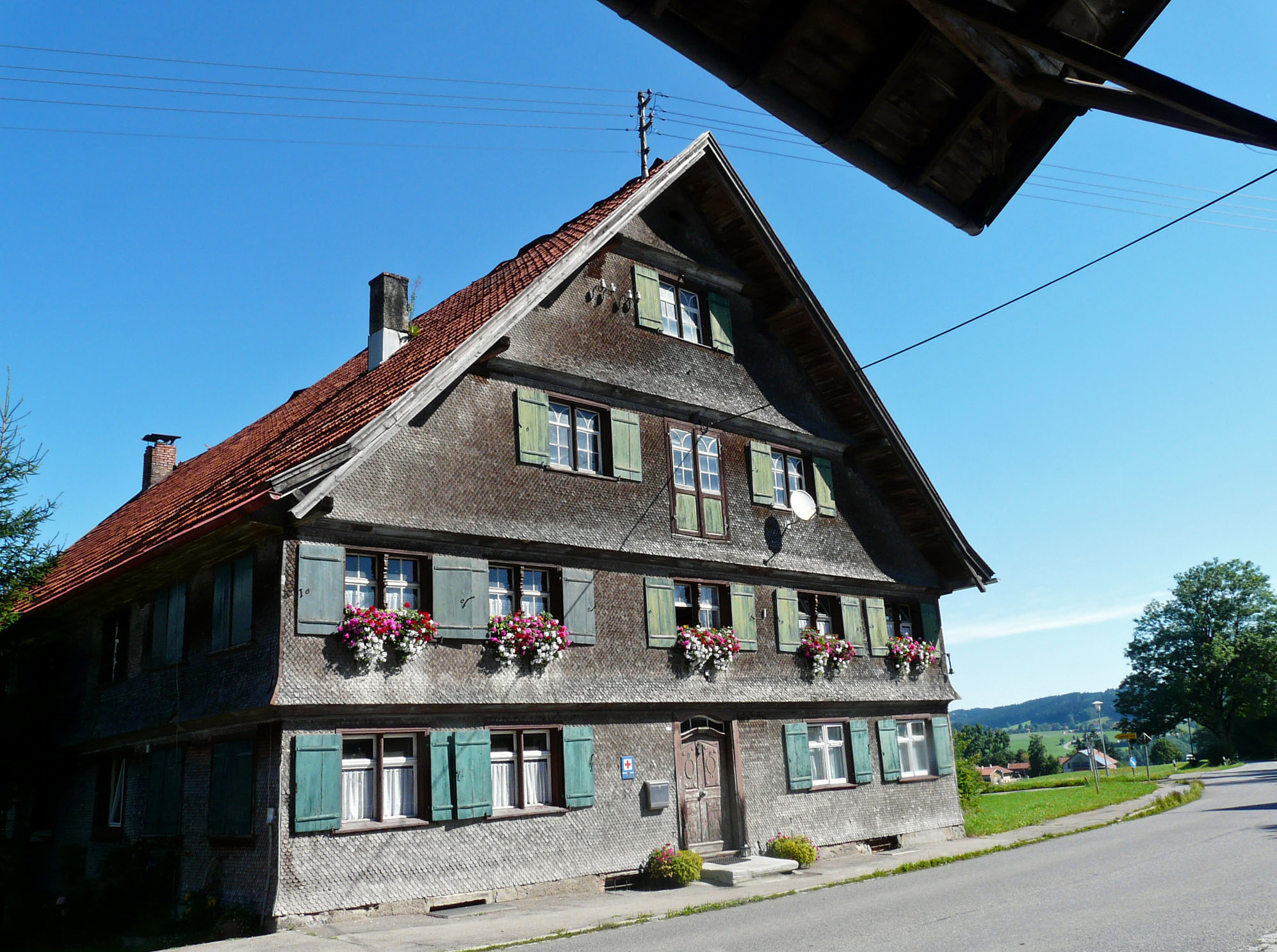
Ehemaliges Gasthaus in Steinegaden

Auf dieser Seite sind die Baudenkmäler in der schwäbischen Gemeinde Röthenbach (Allgäu) zusammengestellt. Diese Tabelle ist eine Teilliste der Liste der Baudenkmäler in Bayern. Grundlage ist die Bayerische Denkmalliste, die auf Basis des Bayerischen Denkmalschutzgesetzes vom 1. Oktober 1973 erstmals erstellt wurde und seither durch das Bayerische Landesamt für Denkmalpflege geführt wird. Die folgenden Angaben ersetzen nicht die rechtsverbindliche Auskunft der Denkmalschutzbehörde.

## Baudenkmäler nach Ortsteilen

### Röthenbach
| Lage                                 | Objekt                                 | Beschreibung | Akten-Nr.    | Bild           |
| ------------------------------------ | -------------------------------------- | --- | ------------ | -------------- |
| Kirchweg 2 (Standort)                | Katholische Pfarrkirche St. Martin     | erbaut 1249, Turmunterbau 14. Jahrhundert, Langhaus 15. Jahrhundert, Chor wohl 17. Jahrhundert, 1802 Langhaus verlängert; mit Ausstattung; Lourdesgrotte auf dem Friedhof, 1900. | D-7-76-124-1 | weitere Bilder |
| Lindauer Straße 1 (Standort)         | Gasthaus zur Post                      | giebelständiger, verschindelter Satteldachbau, 18. Jahrhundert | D-7-76-124-2 | weitere Bilder |
| Mehrerauweg 1 a, 1 b, 1 c (Standort) | Ehemaliges Bauernhaus                  | dreigeteilt, mit Flachsatteldach und traufseitigem Anbau, im Kern Ende 18. Jahrhundert                                                                                           | D-7-76-124-6 | weitere Bilder |
| Mehrerauweg 6 (Standort)             | Handwerkerhaus mit Werkstatt           | verschindelter Blockbau mit mittelsteilem Satteldach, äußere Erscheinung Anfang 19. Jahrhundert, im Kern älter.                                                                  | D-7-76-124-7 | weitere Bilder |
| Tobelbachstraße 5 (Standort)         | Ehemaliges Bauernhaus                  | Blockbau mit Flachsatteldach, zum Teil verbrettert, 18./19. Jahrhundert | D-7-76-124-4 | weitere Bilder |
| Tobelbachstraße 7 (Standort)         | Wohnteil eines ehemaligen Bauernhauses | Blockbau mit Flachsatteldach, 18./19. Jahrhundert | D-7-76-124-3 | weitere Bilder |

### Auers
| Lage                | Objekt     | Beschreibung | Akten-Nr.     | Bild           |
| ------------------- | ---------- | --- | ------------- | -------------- |
| Auers 68 (Standort) | Fidenmühle | Wohnteil zweigeschossiger Blockbau mit Satteldach, zum Teil verschindelt, 18. Jahrhundert; zugehöriger Stadel, 18. Jahrhundert | D-7-76-124-8  | weitere Bilder |
| Auers 74 (Standort) | Gasthaus   | verschindelter zweigeschossiger Satteldachbau, 18./19. Jahrhundert                                                             | D-7-76-124-10 | weitere Bilder |
| Auers 78 (Standort) | Bauernhaus | verschindelter Satteldachbau mit breiter Giebelfront, äußere Erscheinung Mitte 19. Jahrhundert, im Kern wohl älter.            | D-7-76-124-11 | weitere Bilder |

### Bauschwanden
| Lage                       | Objekt                     | Beschreibung                                                 | Akten-Nr.     | Bild           |
| -------------------------- | -------------------------- | ------------------------------------------------------------ | ------------- | -------------- |
| Bauschwanden 30 (Standort) | Ehemaliges Kleinbauernhaus | verschindelter Blockbau mit Flachsatteldach, 18. Jahrhundert | D-7-76-124-13 | weitere Bilder |

### Giesenberg
| Lage                      | Objekt     | Beschreibung                                                                  | Akten-Nr.     | Bild           |
| ------------------------- | ---------- | ----------------------------------------------------------------------------- | ------------- | -------------- |
| Giesenberg 167 (Standort) | Bauernhaus | zweigeschossiger verschindelter Blockbau mit Flachsatteldach, 18. Jahrhundert | D-7-76-124-14 | weitere Bilder |

### Happareute
| Lage                      | Objekt                                         | Beschreibung                                                                              | Akten-Nr.     | Bild           |
| ------------------------- | ---------------------------------------------- | ----------------------------------------------------------------------------------------- | ------------- | -------------- |
| Happareute 136 (Standort) | Bauernhaus                                     | zweigeschossiger verschindelter Blockbau mit Längsschopf, Ende 19./Anfang 20. Jahrhundert | D-7-76-124-15 | weitere Bilder |
| Happareute 139 (Standort) | Gusseiserne Säule mit Ortsschild und Wegweiser | Ende 19. Jahrhundert                                                                      | D-7-76-124-16 | weitere Bilder |

### Harratried
| Lage                                                     | Objekt                         | Beschreibung | Akten-Nr.     | Bild           |
| -------------------------------------------------------- | ------------------------------ | --- | ------------- | -------------- |
| Harratried 110 1/2 (Standort)                            | Katholische Kapelle St. Rochus | Rechteckbau, wohl 2. Hälfte 17. Jahrhundert; mit Ausstattung. Die dem heiligen Rochus geweihte Kapelle in Harratried wurde im 17. Jahrhundert erbaut. Die beiden Holzfiguren St. Rochus und St. Magnus stammen aus dem Ende des 17. Jahrhunderts. 1952 erhielt die Kapelle eine neue Decke und Mitte der 1980er-Jahre wurde die Kapelle mitsamt den beiden Figuren im Inneren restauriert. | D-7-76-124-17 | weitere Bilder |
| In Harratried (Standort)                                 | Wegkreuz                       | Gusseisenkruzifix auf ornamentiertem Sandsteinsockel, 1. Drittel 19. Jahrhundert | D-7-76-124-18 | weitere Bilder |
| Kr LI 12 (an der Wegkreuzung nach Harratried) (Standort) | Wegkreuz                       | großes gusseisernes Kruzifix mit bronzierten Figuren, bezeichnet mit „1862“. | D-7-76-124-33 | weitere Bilder |
| Weiherfeld (am Weg nach Eglofs) (Standort)               | Bildstock                      | verschindelt, um 1950. | D-7-76-124-19 | weitere Bilder |

### Kimpflen
| Lage                    | Objekt                      | Beschreibung | Akten-Nr.     | Bild           |
| ----------------------- | --------------------------- | --- | ------------- | -------------- |
| Kimpflen 154 (Standort) | Wohnteil eines Bauernhauses | verschindelt mit mittelsteilem Satteldach, einheitlich 2. Hälfte 19. Jahrhundert; Remise mit Satteldach, verschindelt, gleichzeitig. | D-7-76-124-20 | weitere Bilder |

### Oberschmitten
| Lage                         | Objekt                                 | Beschreibung                                                                                  | Akten-Nr.     | Bild           |
| ---------------------------- | -------------------------------------- | --------------------------------------------------------------------------------------------- | ------------- | -------------- |
| Oberschmitten 169 (Standort) | Wohnteil der ehemaligen Schmittenmühle | verschindelt mit aufgesteiltem Satteldach, im Kern 18. Jahrhundert, Türsturz bezeichnet 1878. | D-7-76-124-21 | weitere Bilder |

### Rentershofen
| Lage                           | Objekt                         | Beschreibung | Akten-Nr.     | Bild           |
| ------------------------------ | ------------------------------ | --- | ------------- | -------------- |
| Rentershofen 15 1/2 (Standort) | Katholische Kapelle St. Joseph | im Kern mittelalterlich, Verlängerung der Kapelle 1912; mit Ausstattung. Die dem heiligen Josef geweihte Kapelle wurde im 11. oder 12. Jahrhundert erbaut, 1856 inklusive Wandaltar aus dem 17. Jahrhundert renoviert, 1912 auf die heutige Größe verlängert und 1980/1981 erneut renoviert, wobei sie eine neue Holzdecke und elektrisches Läutewerk erhielt. | D-7-76-124-22 | weitere Bilder |
| Rentershofen 25 1/2 (Standort) | Wegkreuz                       | Ende 18. Jahrhundert | D-7-76-124-25 | weitere Bilder |
| Rentershofen 26 (Standort)     | Ehemaliges Kleinbauernhaus     | offener Blockbau mit Flachsatteldach, 18. Jahrhundert | D-7-76-124-24 | weitere Bilder |

### Steinegaden
| Lage                       | Objekt              | Beschreibung                                                                                              | Akten-Nr.     | Bild           |
| -------------------------- | ------------------- | --- | ------------- | -------------- |
| Steinegaden 143 (Standort) | Wegkreuz            | Gusseisenkruzifix mit arma Christi, Ende 19. Jahrhundert                                                  | D-7-76-124-28 | weitere Bilder |
| Steinegaden 143 (Standort) | Bauernhaus          | verschindelter Satteldachbau mit Dachreiter, 18./19. Jahrhundert                                          | D-7-76-124-26 | weitere Bilder |
| Steinegaden 146 (Standort) | Ehemaliges Gasthaus | stattlicher verschindelter zweigeschossiger Giebelbau, 18. Jahrhundert                                    | D-7-76-124-27 | weitere Bilder |
| Steinegaden 148 (Standort) | Wegkreuz            | gusseisernes Kruzifix am Weg nach Happareute, 19. Jahrhundert, auf Grabsteinfragment des 18. Jahrhunderts | D-7-76-124-29 | weitere Bilder |

### Vogelsang
| Lage                          | Objekt                         | Beschreibung                                                              | Akten-Nr.     | Bild                           |
| ----------------------------- | ------------------------------ | ------------------------------------------------------------------------- | ------------- | ------------------------------ |
| Vogelsangstraße 17 (Standort) | Kleinbauernhaus mit Wiederkehr | Wohnteil Blockbau verschindelt, mit Flachdach, 1. Hälfte 19. Jahrhundert. | D-7-76-124-31 | Kleinbauernhaus mit Wiederkehr |

## Ehemalige Baudenkmäler
In diesem Abschnitt sind Objekte aufgeführt, die früher einmal in der Denkmalliste eingetragen waren, jetzt aber nicht mehr. Objekte, die in anderem Zusammenhang also z. B. als Teil eines Baudenkmals weiter eingetragen sind, sollen hier nicht aufgeführt werden. Aktennummern in diesem Abschnitt sind ehemalige, jetzt nicht mehr gültige Aktennummern.

| Lage                      | Objekt                      | Beschreibung                                                                                  | Akten-Nr.    | Bild           |
| ------------------------- | --------------------------- | --------------------------------------------------------------------------------------------- | ------------ | -------------- |
| Auers Auers 72 (Standort) | Wohnteil eines Bauernhauses | verschindelter zweigeschossiger Blockbau mit Flachsatteldach, Ende 18./Anfang 19. Jahrhundert | D-7-76-124-9 | weitere Bilder |